# Dalberg (Adelsgeschlecht)
Die Herren und Freiherren von Dalberg waren ein deutsches Uradelsgeschlecht mit Schwerpunkt am Oberrhein. Sie bildeten einen jüngeren Zweig der Familie der Kämmerer von Worms, der ab 1315 sukzessive das Erbe einer älteren, dann erloschenen Familie von Dalberg auf Burg Dalberg antrat.
Sie stellten im Heiligen Römischen Reich bedeutende Amtsträger, darunter drei Fürstbischöfe, zwei davon Kurfürsten. Das bedeutendste Familienmitglied war der letzte Mainzer Kurfürst und Erzbischof Karl Theodor von Dalberg (1744–1817), der auch noch nach dem Ende des Alten Reiches als Fürstprimas des Rheinbundes, als Großherzog von Frankfurt  und als Regent im Fürstentum Regensburg einer der einflussreichsten Politiker und Intellektuellen seiner Zeit war.

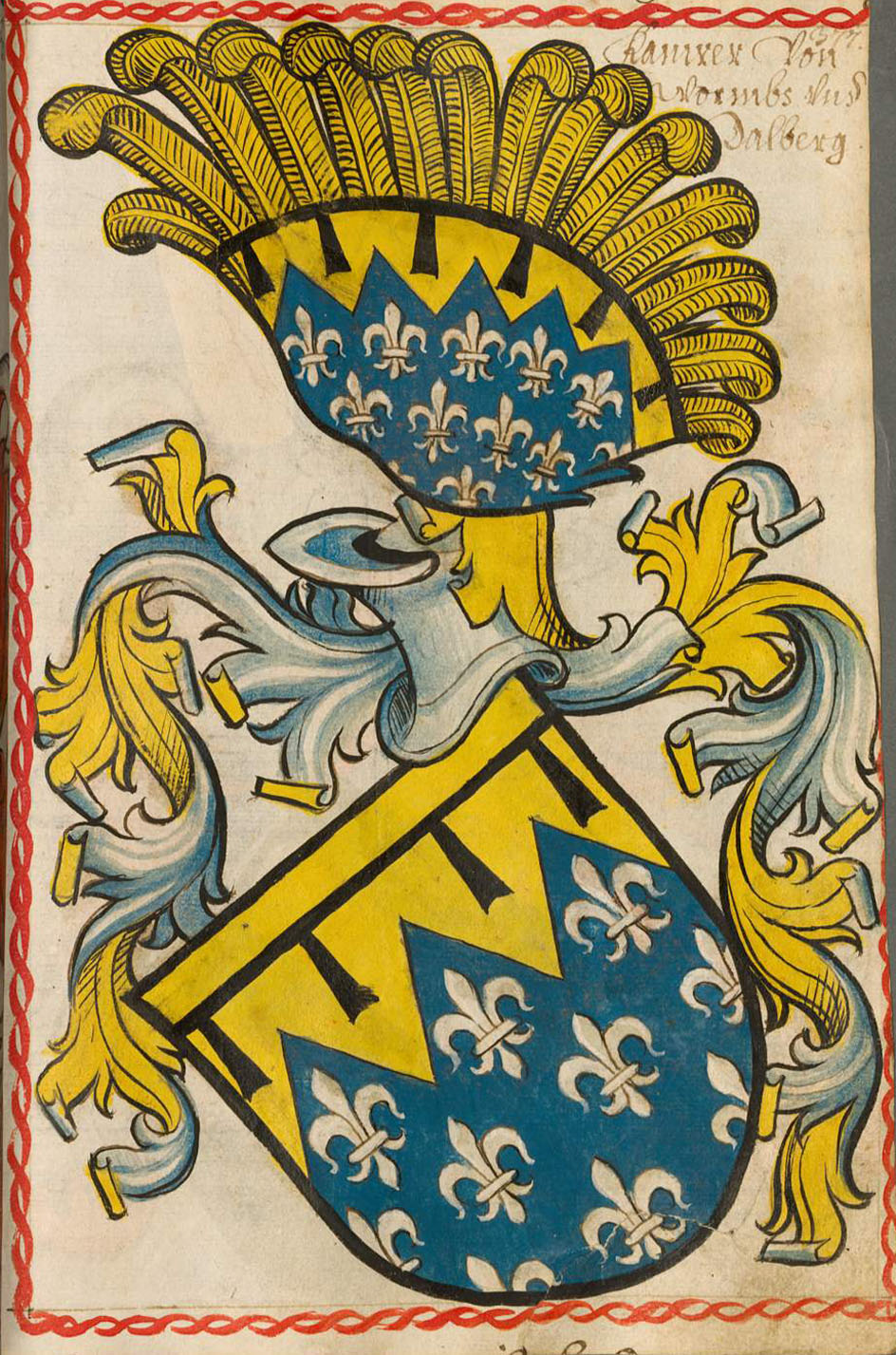
Stammwappen der Kämmerer von Worms

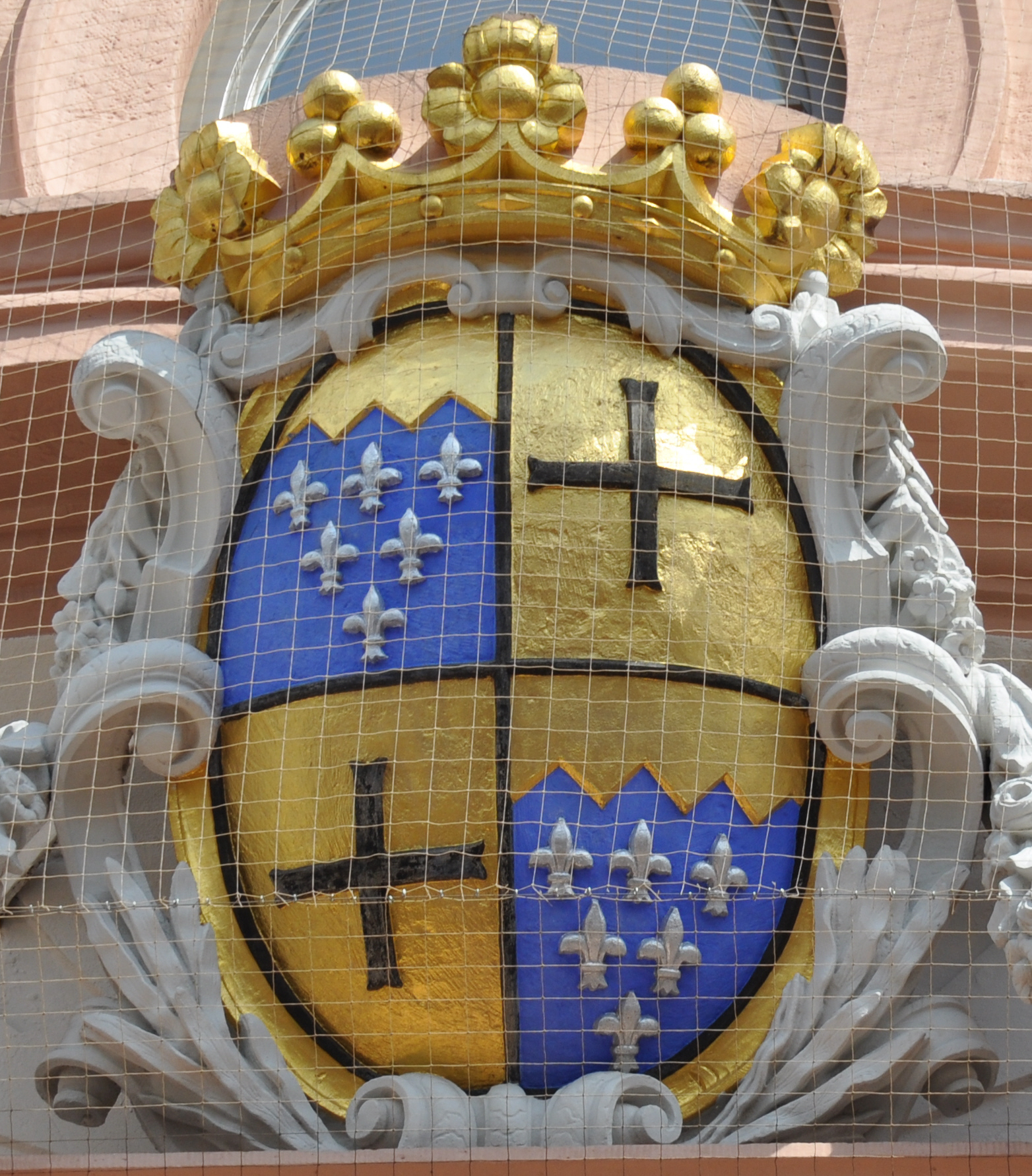
Geviertes Wappen der Kämmerer und derer von Dalberg (am Jüngeren Dalberger Hof in Mainz)

## Geschichte

### Spätes Mittelalter

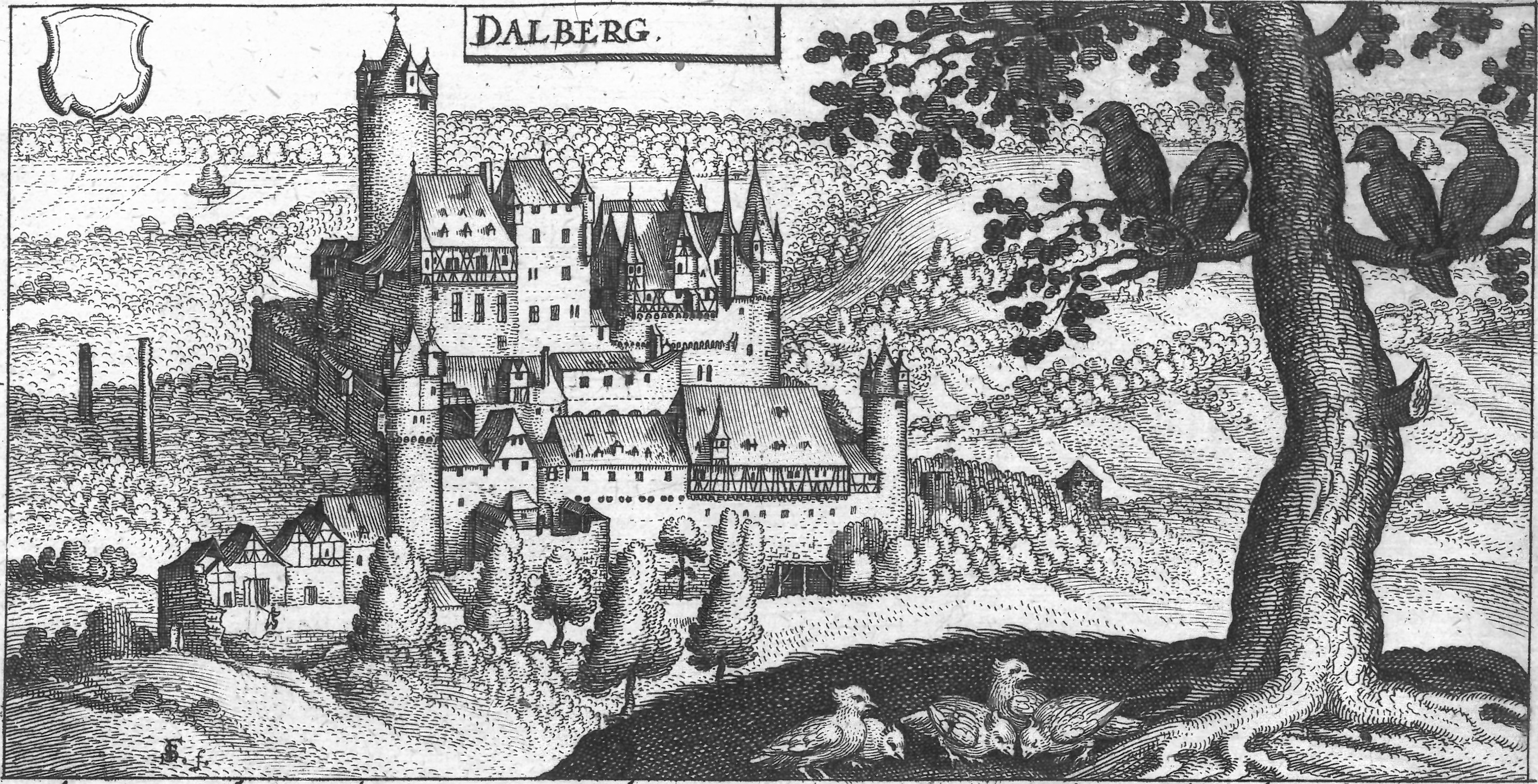
Burg Dalberg

Im 14. Jahrhundert erwarb Johann III. Kämmerer von Worms, der über seine erste Frau, Juliane, in die Verwandtschaft der Herren von Dalberg eingeheiratet hatte, Anteile an der Herrschaft Dalberg. Doch starb diese erste Dalberger Linie der Kämmerer von Worms 1375 aus. Johann XI. Kämmerer von Worms brachte sich in dieser Zeit in den Besitz der gesamten Burg und Herrschaft und fügte fortan seinem Familiennamen Kämmerer von Worms den Zusatz „zu Dalberg“ bei. Sein Enkel, Wolfgang III., und dessen Nachkommen führten – erstmals 1375 – die Namensform Kämmerer von Worms, genannt von Dalberg, oder kurz von Dalberg. 1390 oder 1400 hatte die Familie den Alleinbesitz an Burg und Herrschaft erlangt. Zu diesem Lehen gehörten die Dörfer Dalberg, das benachbarte Wallhausen, Spabrücken und Sommerloch.
Die zweite Dalberger Linie der Kämmerer spaltete sich im 15. Jahrhundert mit dem kurpfälzischen Hofmarschall Wolfgang III. Kämmerer von Worms, genannt von Dalberg, als jüngere Linie von den übrigen Kämmerern von Worms ab und führte nun den Namen Kämmerer von Worms, genannt von Dalberg. Dies wurde in der Folgezeit im allgemeinen Gebrauch auf ein von Dalberg verkürzt. Wie die Mitglieder der Herkunftsfamilie waren auch die von Dalberg freie Reichsritter.
Um 1560/1565 zog die Familie von der Burg Dalberg auf das im Tal gelegene, neu erbaute Gut Wallhausen um. Die Burg diente aber noch weiter als militärische Anlage. 1750 ließ Hugo Philipp Eckenbert von Dalberg-Wallhausen baufällige Gebäude auf der Burg einreißen und verwendete das Material, um das Schloss Wallhausen auszubauen. Wallhausen und der Dalberg fielen nach dem Aussterben der Familie im Mannesstamm 1940 an deren Erben, die Linie der Prinzen zu Salm-Salm-Dalberg.

### Frühe Neuzeit

#### Reformation
In der Reformation blieb die Familie überwiegend römisch-katholisch. Das eröffnete ihren Mitgliedern weiterhin den Zugang auch zu geistlichen Positionen, auch nachdem 1555 das Reservatum ecclesiasticum eingeführt worden war, sowie den Zugang auch zu weltlichen Ämtern in den oberrheinischen Bistümern und den Kurstaaten Mainz und Trier.
Lutherisch wurden nur Philipp V. und sein Sohn, Eberhard II. Nach dem Grundsatz Cuius regio, eius religio wurden nun in den von ihnen beherrschten Dörfern Abenheim und Herrnsheim (heute beide Stadtteile von Worms) Kirchen und Dorfbevölkerung lutherisch. Da mit Eberhard II. allerdings diese Linie der Dalberger ausstarb, erbten römisch-katholische Dalberger die Dörfer. 1635 war die Kirche in Herrnsheim endgültig wieder römisch-katholisch.

#### Freiherrenstand
Am 22. September 1653 erhielt die Familie durch Kaiser Ferdinand III. den Reichsfreiherrentitel verliehen. Faktisch begünstigt waren dadurch die damals lebenden vier Agnaten in drei unterschiedlichen Familienzweigen und deren Familien
- Wolfgang Hartmann zu Bucholt (1605–1654), Kurmainzischer Rat und Oberamtmann in Höchst
- Wolfgang Eberhard I. (1614–1676), Hofmarschall und Rat des Bischofs von Speyer, Oberamtmann in Kirrweiler und Deidesheim
- Johann XXV. (um 1618–1670), kurmainzischer Rat, Oberamtmann in Nieder-Olm und Gau-Algesheim
- Philipp Franz Eberhard von Dalberg (1635–1693), seit 1671 Reichskammergerichtspräsident

Die Verleihung des Freiherrentitels bezog sich nur noch auf das von Dalberg, der ältere Namenszusatz Kämmerer von Worms wurde damit nun auch offiziell aufgegeben, auch wenn diese Herkunft selbstverständlich präsent blieb.

### Neuzeit
Mit dem Zusammenbruch des Alten Reichs verloren auch die Dalbergs das bisherige ständische Versorgungsnetz als Reichsritter. Insbesondere die Pfründe der Domherrenstellen fielen weg. Außerdem ging im Zuge der französischen Besetzung und Annexion ein erheblicher Teil des linksrheinisch gelegenen Vermögens verloren. Ein Teil der Familie orientierte sich daraufhin zum Kaisertum Österreich. Dies fiel um so leichter, als Friedrich Karl Anton von Dalberg 1809 die Herrschaften Datschitz in Mähren und Maleschau in Böhmen geerbt hatte. Für die nächsten knapp eineinhalb Jahrhunderte bildeten diese den Mittelpunkt der längst überlebenden Linie des Hauses Dalberg.
Als eines der freiherrlichen Geschlechter erhielt die Familie in der Folge einen erblichen Sitz im Herrenhaus, dem Oberhaus des österreichischen Reichsrates, sowie im bayerischen Reichsrat, dem Oberhaus der Bayerischen Ständeversammlung.
Die Tochter des Herzog Emmerich Joseph von Dalberg, Marie Louise, verwitwete Lady Acton, ließ das Schloss Herrnsheim ab 1837 von Ignaz Opfermann umbauen. Ihr Sohn, Lord Dalberg-Acton, verkaufte die Anlage aber 1883 an den Wormser Lederwarenfabrikanten Cornelius Wilhelm von Heyl zu Herrnsheim.
Das Adelsgeschlecht ist mit Johannes Evangelist von Dalberg (1909–1940), im Mannesstamm erloschen. Über seine Cousine, Maria Anna von und zu Dalberg (1891–1979), fiel das Erbe mit Schloss Wallhausen und den böhmischen Besitzungen an eine Nebenlinie des Fürstenhauses Salm-Salm. Die böhmischen Besitzungen wurden allerdings durch die Tschechoslowakei 1945 enteignet.

## Bedeutung

### Politik
Die Familie gehörte zu den freien Reichsrittern, die zwar reichsunmittelbar waren, aber nicht zu den Reichsständen gehörten und damit nicht zum Hochadel. Aber vielfach hielten Familienangehörige hohe politische Ämter im Heiligen Römischen Reich. Darunter waren geistliche Kurfürsten, Erzbischöfe und Bischöfe, ein Fürstabt und ein Präsident des Reichskammergerichts.

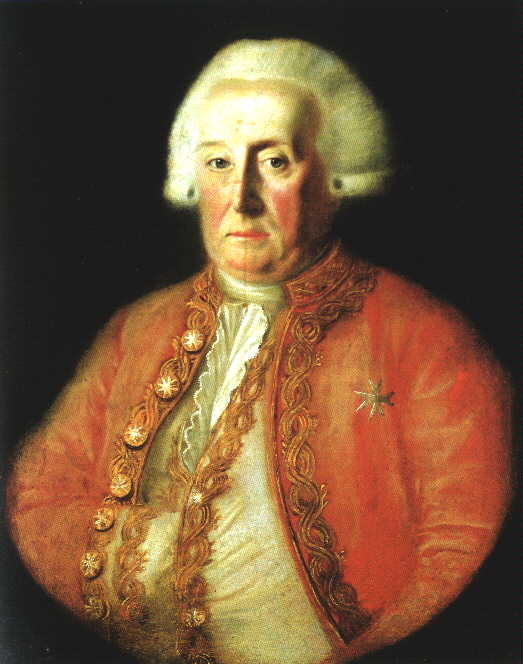
Wolfgang Heribert von Dalberg, Theaterintendant

Seit dem letzten Drittel des 14. Jahrhunderts finden sich Kämmerer von Worms und dann Dalbergs aus allen Zweigen der Familie als hohe und höchste Funktionsträger in der Kurpfalz und am kurpfälzischen Hof, in nachreformatorischer Zeit – die Kurpfalz wurde zunächst evangelisch – auch schwerpunktmäßig in Kurmainz. Als die Pfalz unter den Pfalz-Neuburgern wieder römisch-katholisch wurde, finden sich in deren Diensten auch wieder Dalberger, unter ihnen herausragend Wolfgang Heribert von Dalberg (1750–1806), Bruder des 1802 gewählten Mainzer Kurfürsten und Erzbischofs Karl Theodor, der vor allem als Intendant des Nationaltheaters in Mannheim und Förderer von Friedrich Schiller bekannt wurde. Im 17. und 18. Jahrhundert dehnte sich das Interessenfeld vom ober- und mittelrheinischen Bereich nach Franken aus, wo Pfründe und Domherrenstellen zu erhalten waren, die der protestantisch gewordene örtliche Adel nicht mehr einnehmen konnte.
Mit viel Engagement nehmen Mitglieder der Familie auch immer wieder Aufgaben in den Kooperationen der Reichsritter wahr, vor allem im Ritterkanton Oberrhein. Vom Ende des 17. Jahrhunderts an gehörten sie ständig zur Burgmannschaft der Burg Friedberg, einer genossenschaftlich organisierten und reichsunmittelbaren Burggrafschaft, die von erblichen adligen Burgmannen der Umgebung regiert wurde. Einige Familienmitglieder waren an den höchsten Reichsgerichten tätig: Philipp Franz Eberhard von Dalberg war von 1671 bis 1693 Präsident des Reichskammergerichts, Eckenbert von Dalberg, Franz Eckenbert II. von Dalberg und Johann Friedrich Eckenbert von Dalberg waren Mitglieder des Reichshofrats.
Mit Großherzog Karl Theodor von Dalberg (1744–1817), Erzbischof und letzter Kurfürst von Mainz, Reichserzkanzler, Fürst- und Erzbischof von Regensburg und Aschaffenburg, Regent im Fürstentum Regensburg Großherzog von Frankfurt und Fürstprimas von Deutschland, und Herzog Emmerich Joseph von Dalberg, neben Charles-Maurice de Talleyrand-Périgord einer der beiden französischen Verhandlungsführer auf dem Wiener Kongress, stellte die Familie Politiker von deutschem und europäischem Format.

### Kirchliche Verbindungen und Karrieren

#### Grablegen
Aus einer mittelalterlichen Tradition, die die Dalberger aus ihrer Herkunft von der Familie der Kämmerer von Worms übernommen hatten, stammt die Verbindung zum Wormser Stift St. Martin. In der frühen Neuzeit wurde dies noch dadurch deutlich, dass zahlreiche Mitglieder der Familie Dalberg in der Kirche St. Martin bestattet wurden. Dazu zählen:
- Friedrich VII. (* um 1485; † 25. Dezember 1520)
- Dieter VII. (Dietrich) (* um 1532; † 30. Mai 1585)[14]
- Margareta Kunigunde († 19. März 1626) Löw von Steinfurth, die zweite Frau von Wolfgang Friedrich I. von Dalberg zu Herrnsheim und Schüttburg, Mitherr von Clerf
- Philipp Balthasar von Dalberg zu Clerf (* 1597; † 10. April 1639)[15]

Seit dem 15. Jahrhundert befand sich die zentrale Familiengrablege der Dalberger in der Pfarrkirche von Herrnsheim, St. Peter. Eine weitere – für den dort lebenden Familienzweig – in der Kirche St. Martin in Sankt Martin (Pfalz). Zuvor wurden zahlreiche Dalberger in der Katharinenkirche in Oppenheim beigesetzt, wo von ihnen noch eine Reihe stattlicher Grabmäler aus der späten Gotik und der frühen Renaissance erhalten sind.

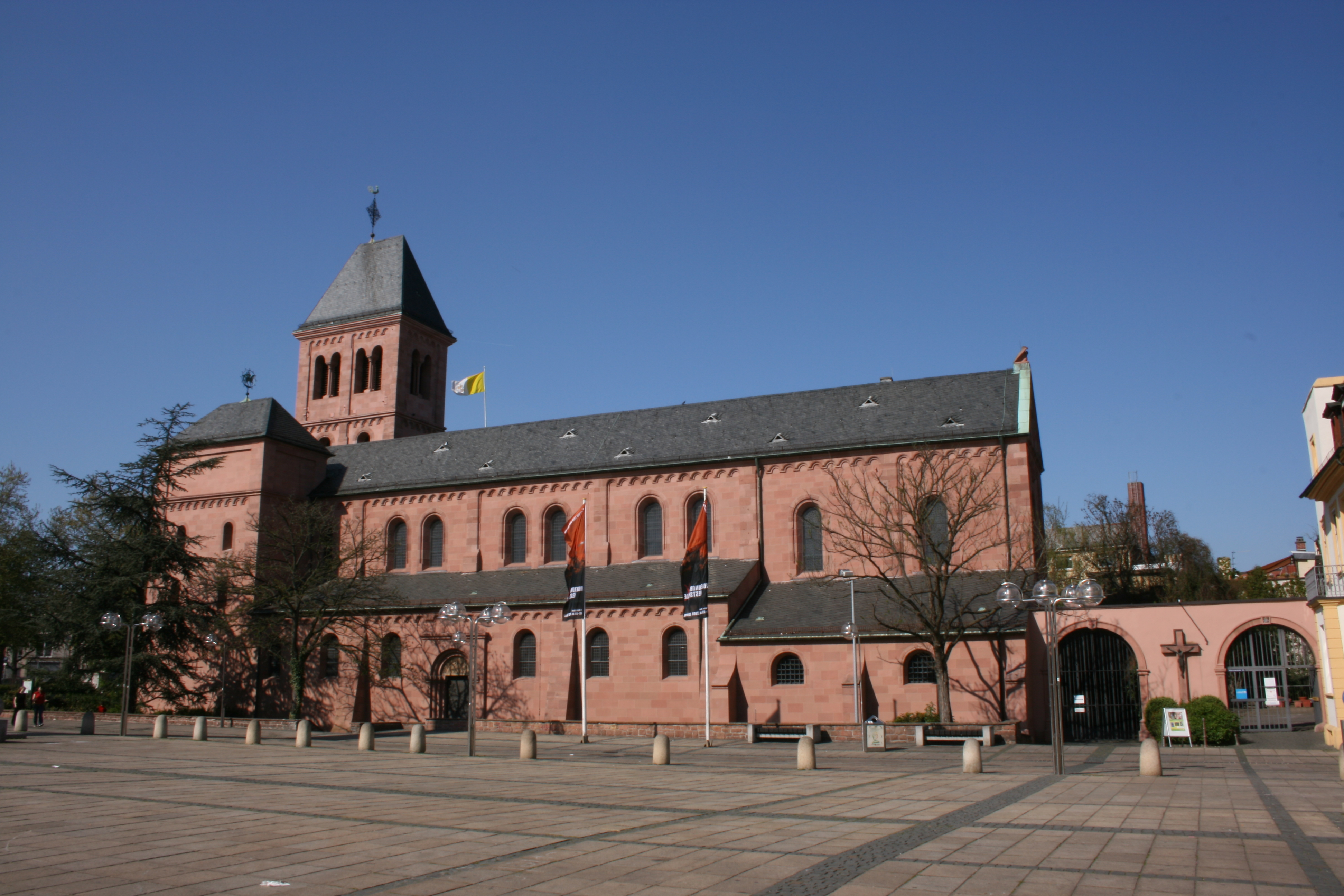
Stift St. Martin, Worms
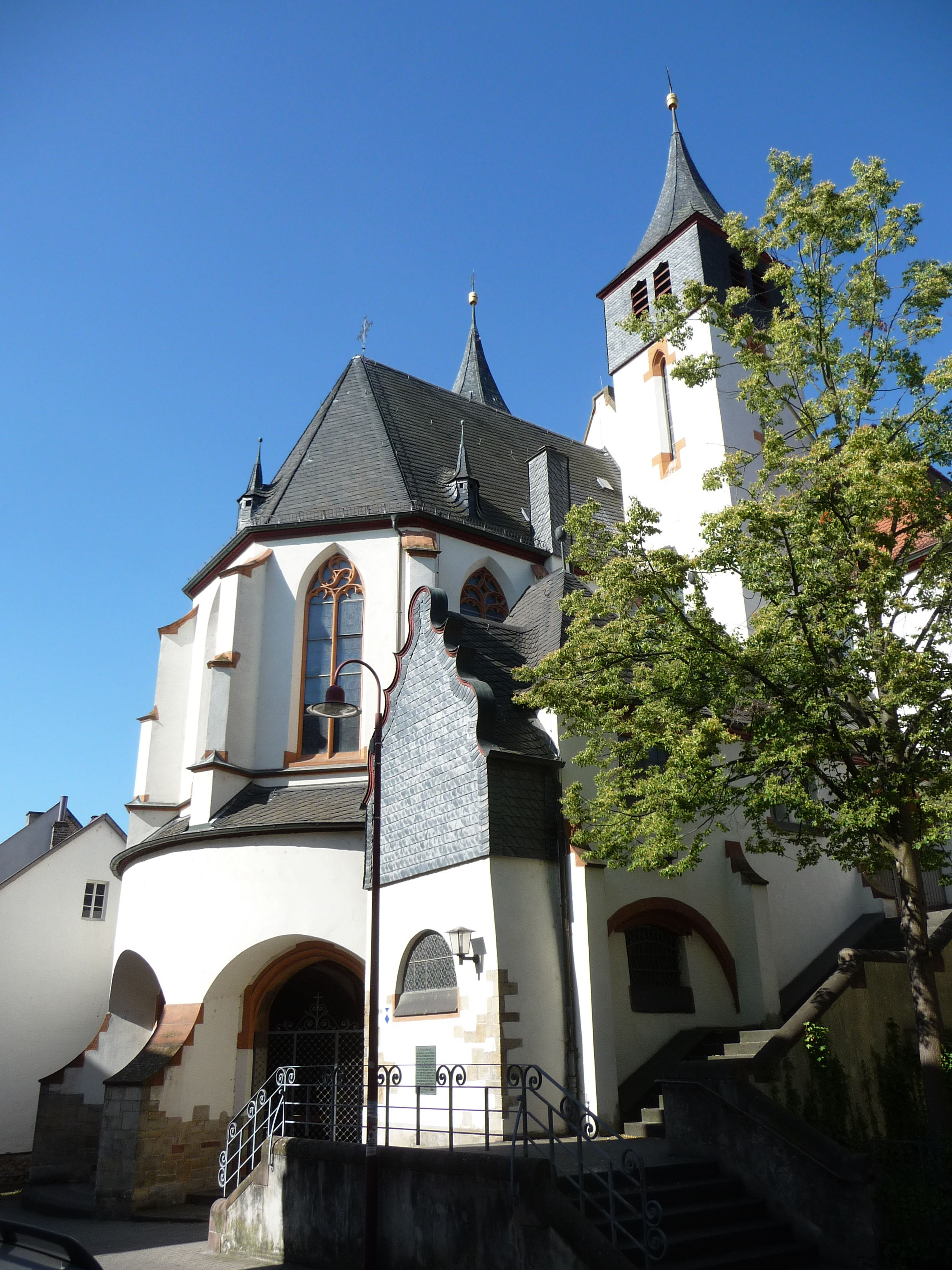
St. Peter, Herrnsheim
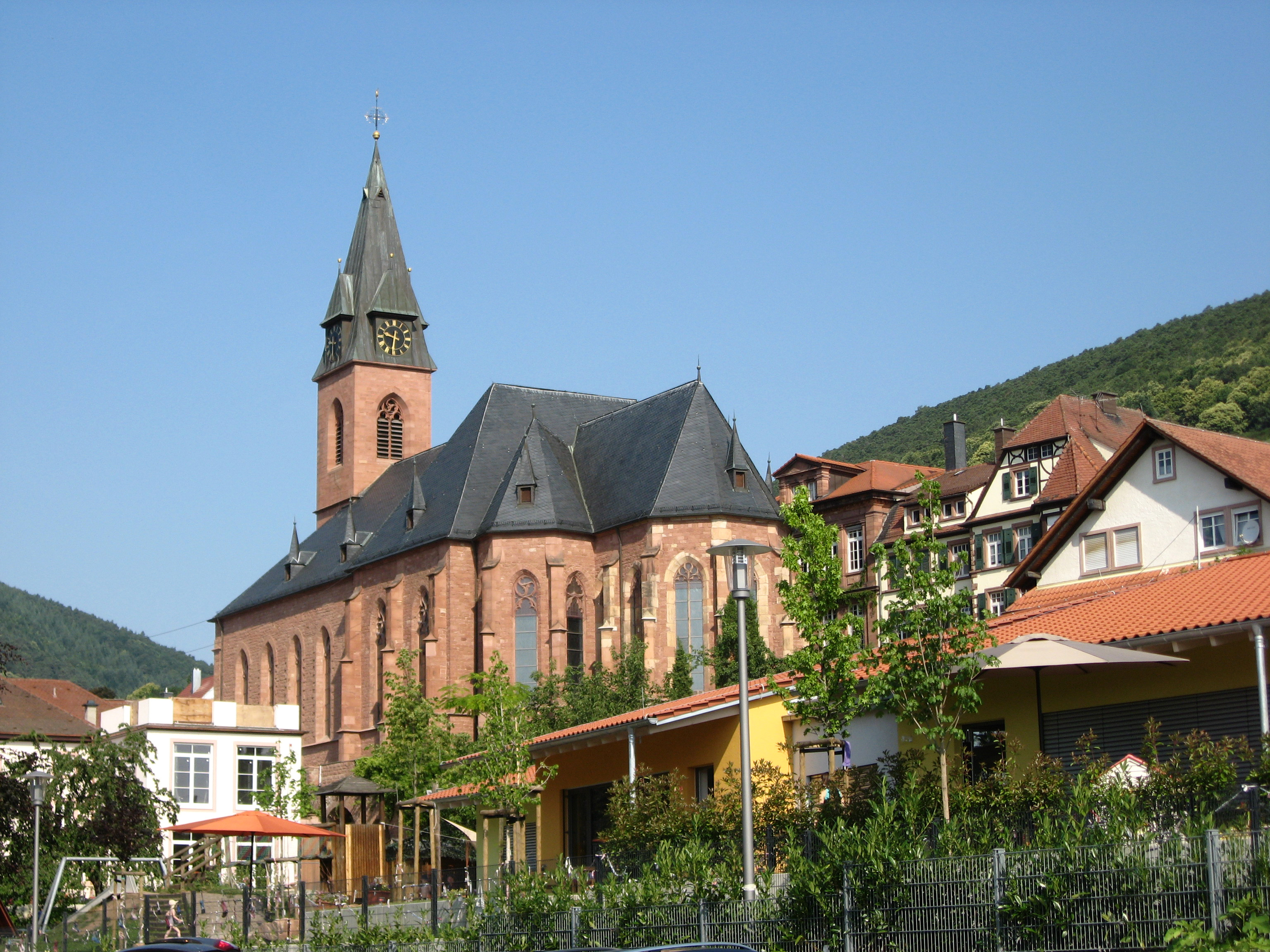
St. Martin, Sankt Martin (Pfalz)
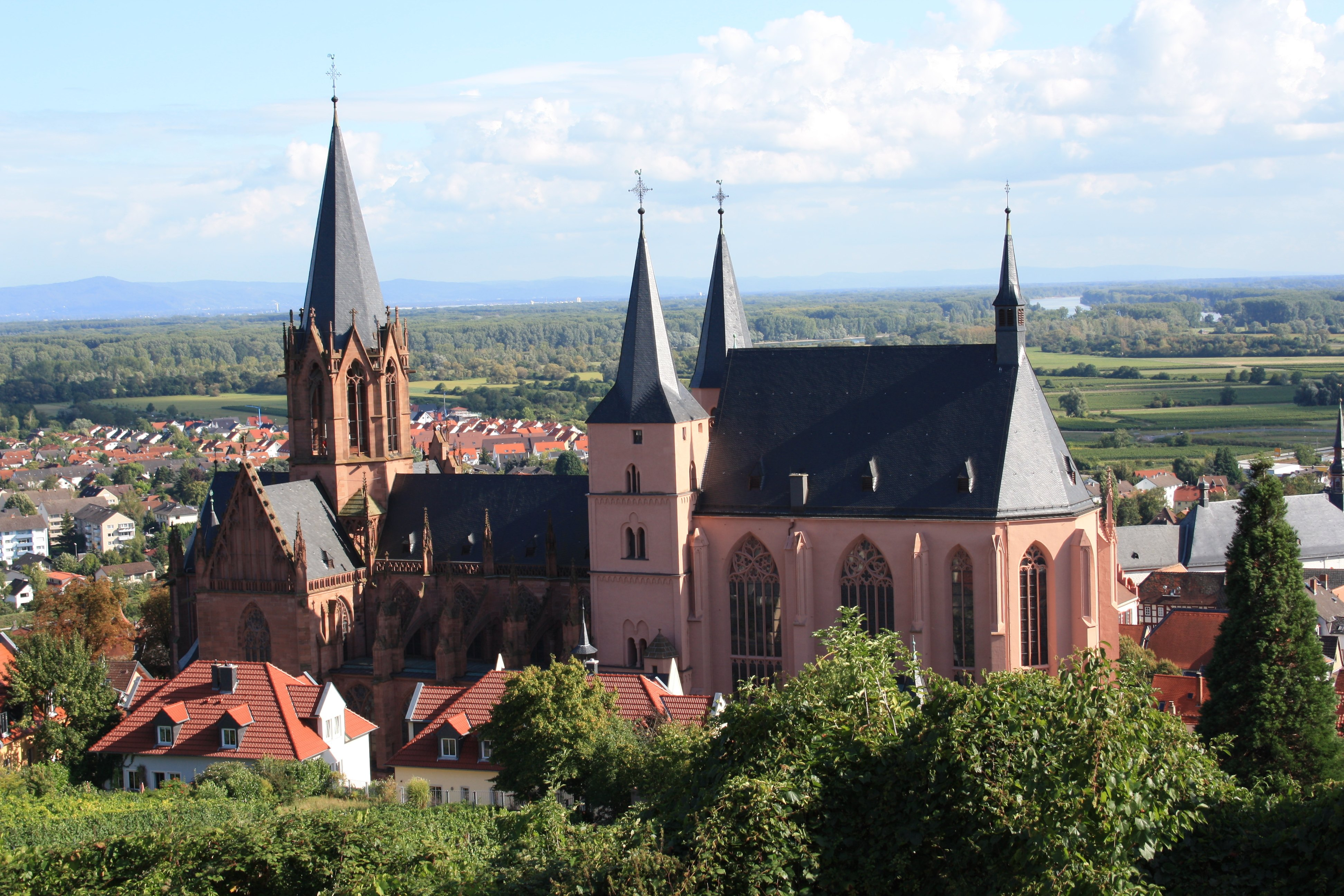
Katharinenkirche, Oppenheim

#### Klöster
Es gab eine Reihe von Klöstern und Stiften, in die Mitglieder der Familie Dalberg vorzugsweise eintraten. Dazu zählten:
- Kloster Marienberg in Boppard
  - Guda von Dalberg (genannt seit 1464; † 1518), zunächst Nonne im Kloster Marienberg, 1494–1506 Priorin des Klosters Maria Himmelskron[Anm. 1] in Horchheim (heute: Worms), später Priorin im Kloster Marienberg
  - Margareta von Dalberg († 1521)
  - Gertrud von Dalberg († 7. April 1520)
  - (Maria) Apollonia von Dalberg (* um 1487; † 12. April 1524), Äbtissin des Klosters[16]
  - Maria von Dalberg (* um 1491; † 1523 – Schwester von Apollonia)
  - Anna von Dalberg (* um 1488; † 1503 – Schwester von Apollonia)[17]
- Kloster Oberwerth in Koblenz
  - Margareta Dorothea von Dalberg (* um 1610; † 1674), dort Äbtissin von 1646 bis 1674[18]
  - Maria Ernestina (* 12. April 1646, † 12. Mai 1696)
  - Maria Eva,[Anm. 2] * 30. Juni 1647[Anm. 3], † 1700[19]
- St. Maria im Kapitol in Köln
  - Anna Margarete von Dalberg (* 1599), Stiftsdame (1637–?)
  - Anna Sophia Maria Franziska von Dalberg, Stiftsdame (* 1675; † 17. Dezember 1762)
  - Maria Anna Josepha Franziska Sophia von Dalberg, Stiftsdame (* 18. September 1731; † 28. Januar 1798)
  - Antonetta Franziska Maria von Dalberg, Stiftsdame (* 11. Juli 1757; † nach dem 27. Juli 1812)

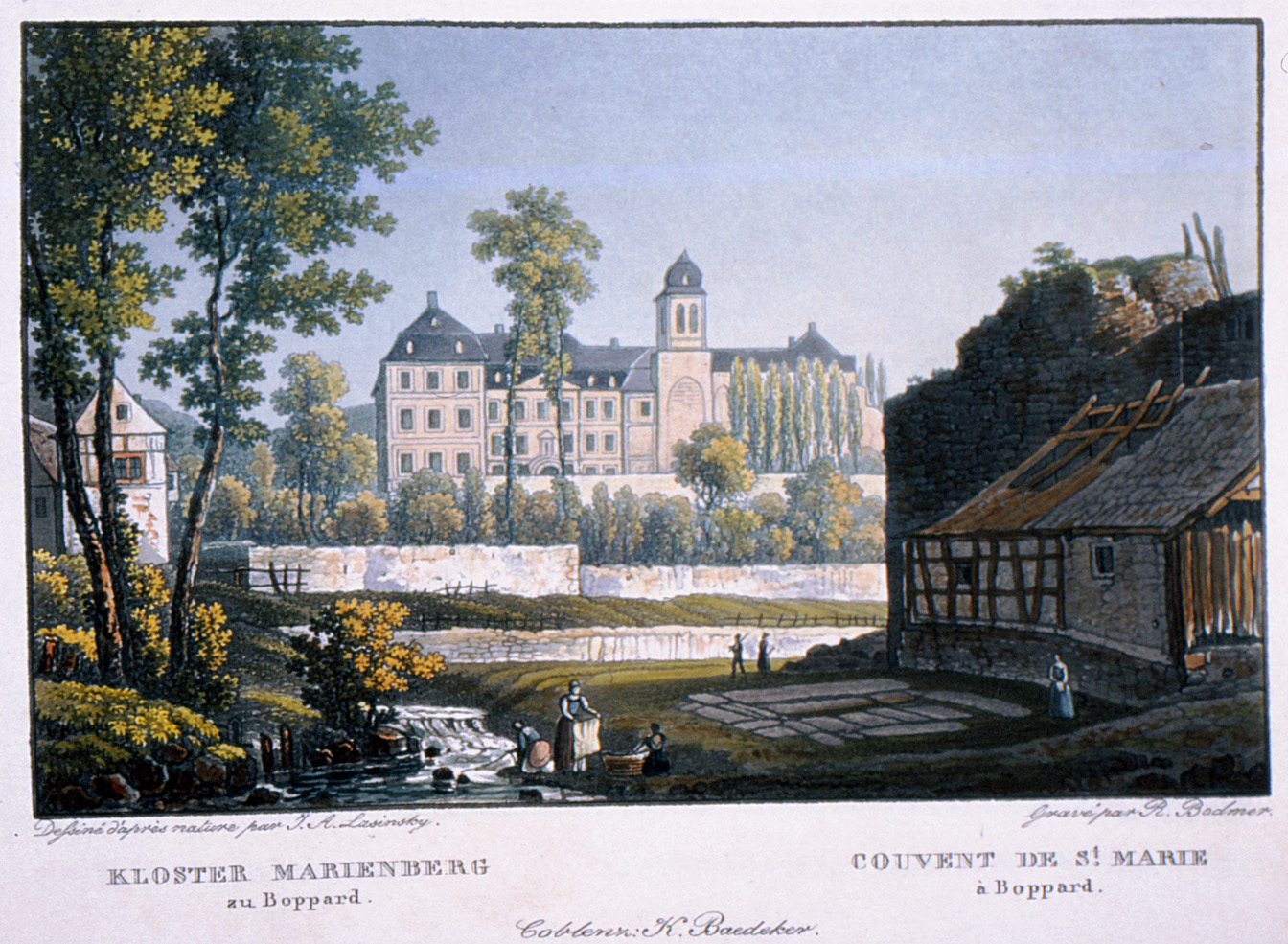
Kloster Marienberg, Boppard
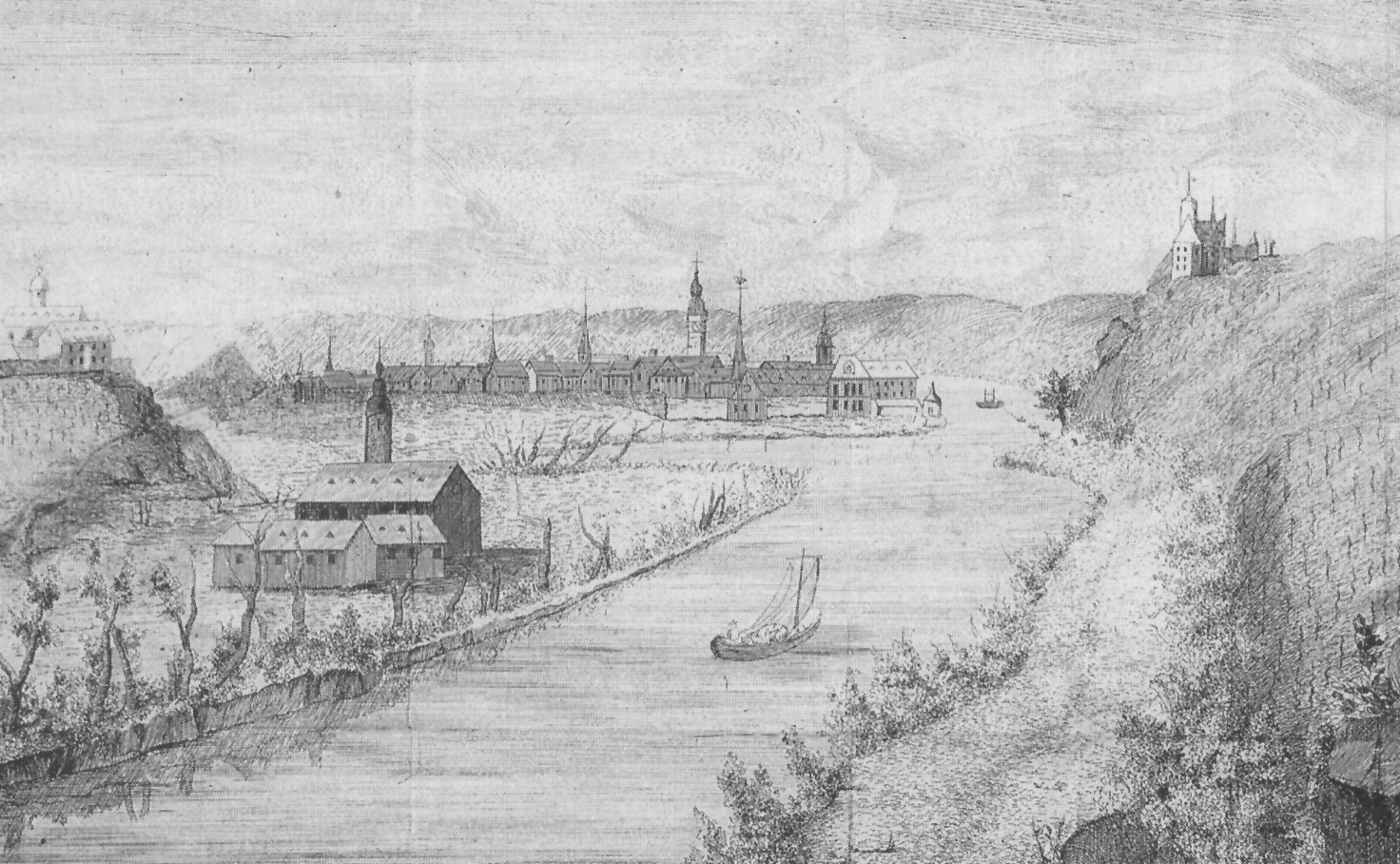
Kloster Oberwerth, Koblenz (vorn)
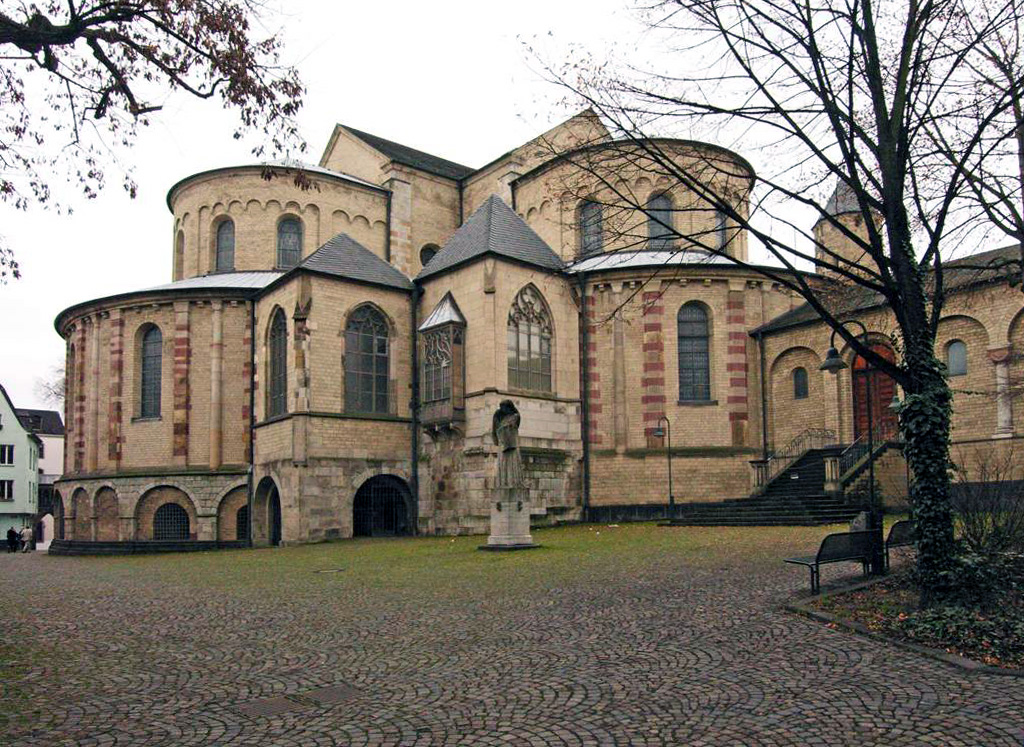
St. Maria im Kapitol, Köln

#### Bischöfe

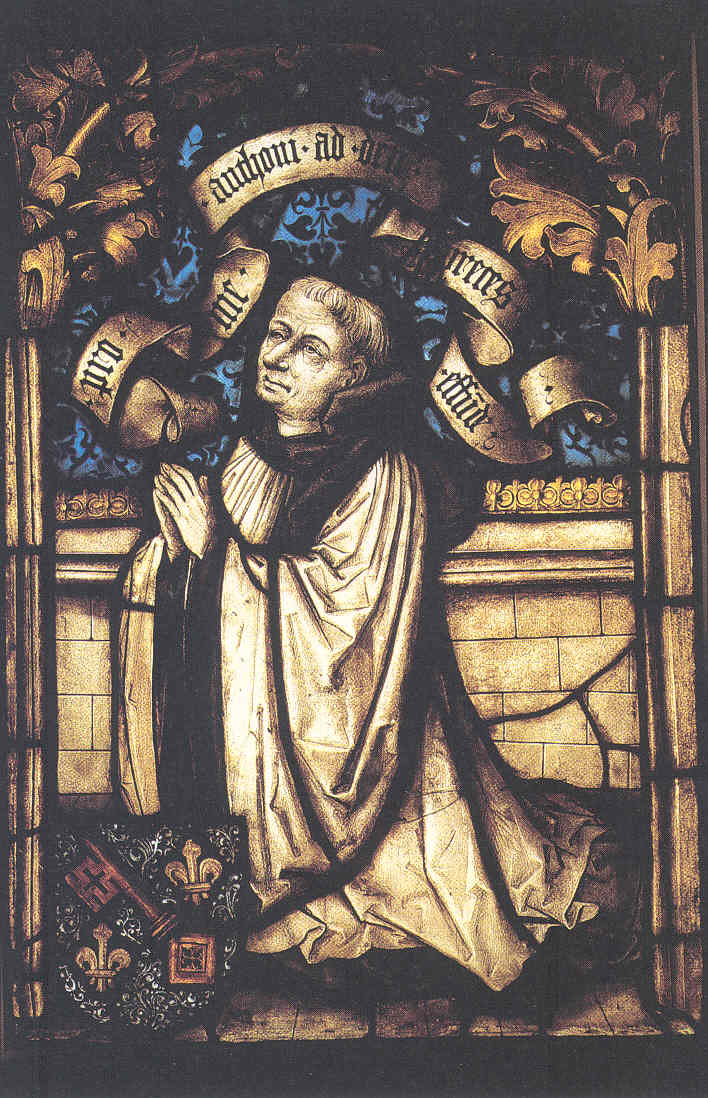
Johann von Dalberg, Bischof von Worms (1455–1503)

- Johann XX. von Dalberg, zuvor Kanzler der Kurpfalz, wurde auf Betreiben des Pfälzer Kurfürsten Philipp 1482 im Alter von 27 Jahren Fürstbischof von Worms als Johann III. Er war damit der erste seiner Familie, der zum geistlichen Reichsfürsten aufstieg und auch der erste, der zahlreiche Domherrenstellen in den rheinischen Domkapiteln erlangen konnte, womit er eine die nächsten 300 Jahre anhaltende Familienpolitik begründete. Die vorangegangenen Generationen hatten nicht in ausreichender Zahl männliche Nachkommen gehabt, um Söhne für die kirchliche Karriere freistellen zu können, ohne den eigenen Bestand zu gefährden.[20] Er förderte die seit den 1450er Jahren am kurfürstlichen Hof erkennbaren humanistischen Bestrebungen und machte Heidelberg zu einem wichtigen Zentrum des deutschen Frühhumanismus,[21] auch trug er eine umfangreiche Bibliothek zusammen. Er stand mit anderen namhaften Gelehrten seiner Zeit in regem Gedankenaustausch, darunter Rudolf Agricola, Conrad Celtis, Johannes Reuchlin und Adolph Occo.

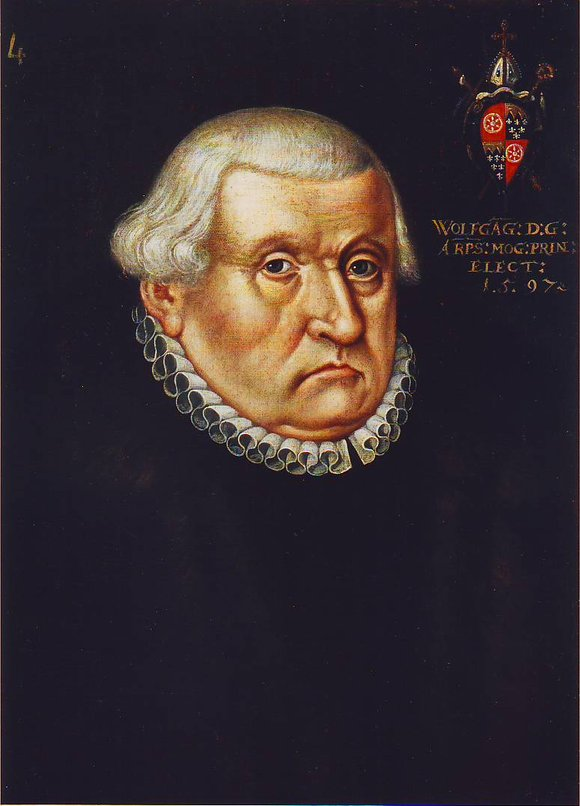
Wolfgang X. von Dalberg (1537–1601), Kurfürst-Erzbischof von Mainz

- Wolfgang X. von Dalberg (1537–1601), Kurfürst-Erzbischof von MainzWolfgang X. von Dalberg war von 1582 bis 1601 Erzbischof von Mainz, Kurfürst und Reichserzkanzler. Er begann seine kirchliche Karriere als evangelischer (!) Pfarrer in Wallhausen.[22] 1557 erlangte er die Stelle eines Domherren im katholischen Mainzer Domkapitel, 1557 auch in Speyer, wo er 1565 Dompropst wurde. Bei seiner Wahl zum Mainzer Erzbischof setzte er sich 1582 gegen den Würzburger Fürstbischof Julius Echter von Mespelbrunn durch. Erst in den beiden darauffolgenden Jahren empfing er die Priester- und die Bischofsweihe. Als Regent von Kurmainz konsolidierte er die Finanzen, regelte alte Grenzstreitigkeiten mit der Landgrafschaft Hessen-Kassel, führte die Rekatholisierung im Erzstift Mainz fort, vermittelte aber auch zwischen Protestanten und Katholiken im Reich, duldete und förderte jedoch die Hexenverfolgung. Er verbesserte die Gottesdienstordnung und führte 1583 im Kurfürstentum die Gregorianische Kalenderreform ein. Das Höchster Schloß und das Schloss Steinheim ließ er erweitern.

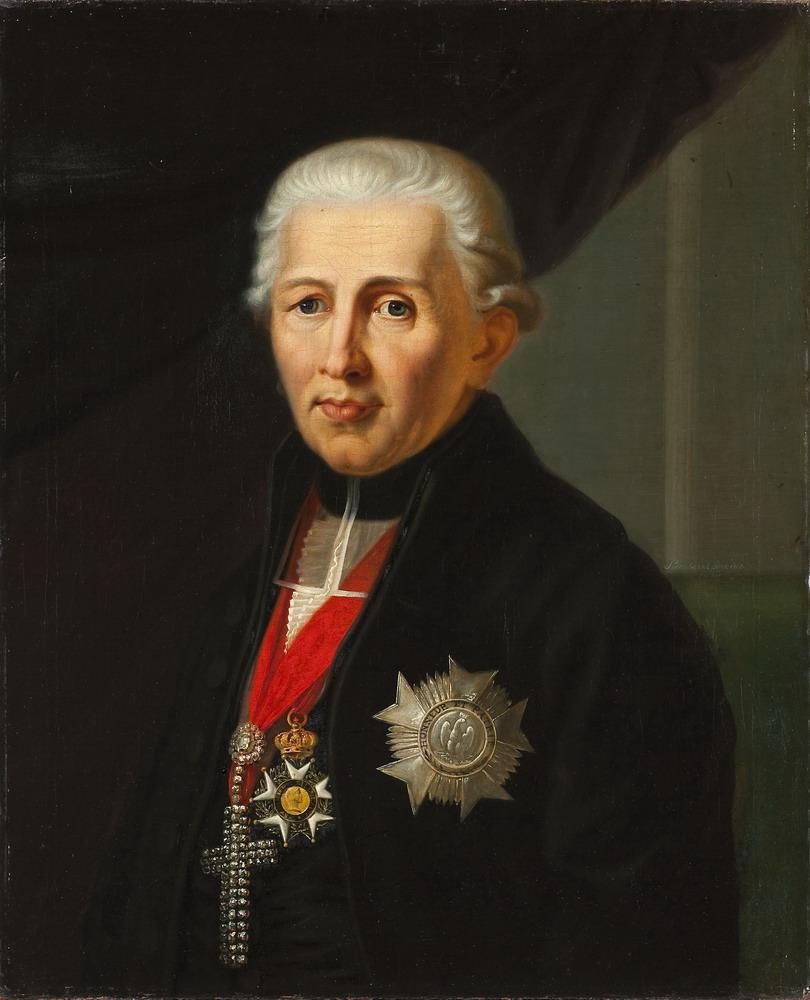
Karl Theodor von Dalberg (1744–1817), Erzbischof und letzter Kurfürst von Mainz, Reichserzkanzler, Großherzog von Frankfurt, Fürstprimas von Deutschland

- Karl Theodor von Dalberg (1744–1817), Erzbischof und letzter Kurfürst von Mainz, Reichserzkanzler, Großherzog von Frankfurt, Fürstprimas von DeutschlandKarl Theodor von Dalberg, seit 1754 Domizellar in Mainz, wurde 1772 Statthalter der kurmainzischen Exklave im Erfurter Staat. Der versierte Jurist und Verwaltungsfachmann reformierte die Universität Erfurt und die Volksbildung im Sinne der Aufklärung und verkehrte mit dem benachbarten Weimarer Musenhof. Er wurde auch Domherr in Würzburg, Mainz, Worms und Konstanz. 1787 wurde er als Koadjutor des Mainzer Erzbischofs zum Priester und 1788 zum Bischof geweiht (Titularerzbischof). 1800 wurde er Fürstbischof von Konstanz und 1802 Erzbischof und Kurfürst von Mainz, damit auch letzter Reichserzkanzler des Heiligen Römischen Reichs bis 1803. Jedoch waren die linksrheinischen Gebiete von Kurmainz seit dem Frieden von Luneville 1801 bereits französisches Staatsgebiet geworden. Dalberg nahm daher Residenz im Aschaffenburger Schloss. Als einziger geistlicher Fürst im Reich blieb Dalberg von der beginnenden Säkularisation verschont und konnte sich nicht nur als geistlicher Oberhirte, sondern auch als weltlicher Herrscher halten, da Napoléon ihm Ende 1802 als Entschädigung für das verlorene Mainz neben dem Fürstentum Aschaffenburg, der Grafschaft Wetzlar auch das Hochstift Worms (bis 1803) und vor allem das ehemalige katholische Hochstift Regensburg als neues Fürstentum Regensburg zugestand, hinzu kamen die evangelische Reichsstadt Regensburg (wo der Reichstag versammelt war, die jedoch wirtschaftlich darniederlag) sowie einige säkularisierte Reichsabteien. Der Reichsdeputationshauptschluss von 1803 bestätigte diese neue Länderverteilung. Nach dem Tod seines Vorgängers 1803 wurde Dalberg in Regensburg zunächst Diözesan-Administrator und 1805 Regensburger Fürsterzbischof, gegen den Widerstand Bayerns. Von 1806 bis 1810 bestand sein Fürstprimatischer Staat. Der aufgeklärte Kirchenfürst war ein überragender Politiker und Intellektueller, wirkte als Schriftsteller, Popularphilosoph, Freund der Weimarer Dichter, war Mitglied und Förderer zahlreicher wissenschaftlicher Akademien, des Illuminatenordens und Freimaurer. Als überaus geschickter Politiker gewann er sich das Vertrauen vieler Potentaten, darunter Napoleons. Er führte in seinem neuen Staat Reformen an Verfassung, Verwaltung und Justizwesen durch, senkte die Schuldenlast, förderte Industrie, Bautätigkeit, Kunst, Naturwissenschaften, Sozial- und Gesundheitswesen und führte die Pockenschutzimpfung ein. Mit Unterzeichnung der Rheinbundakte (1806) machte ihn Napoleon zum Fürstprimas des Rheinbundes. Dalbergs Verbindung mit Napoleon brachte ihn jedoch in ein immer schieferes Licht, je schroffer Napoleon den Papst behandelte und je mehr die Empörung in Deutschland gegen die Franzosen wuchs. 1808 gründete Karl Dalberg in Aschaffenburg die Karls-Universität, der er zugleich als Rektor vorstand. 1810 übergab Napoleon das Dalbergsche Fürstentum Regensburg an das Königreich Bayern. Dalberg erhielt als Entschädigung das Fürstentum Fulda und das Fürstentum Hanau, die vormals freie Reichsstadt Frankfurt am Main sowie Besitzungen im Spessart; diese Territorien wurden als neu gebildetes Großherzogtum Frankfurt zusammengefasst, das jedoch ohne Beziehung zu Dalbergs geistlicher Würde stand; hier blieb er bis 1813 an der Regierung. Mit dem Sturz Napoleons verlor Dalberg im Jahre 1814 seine weltliche Herrschaft. Er verbrachte die letzten drei Jahre seines Lebens zurückgezogen in seinem geistlichen Amt als Regensburger Bischof.

### Herzog von Dalberg

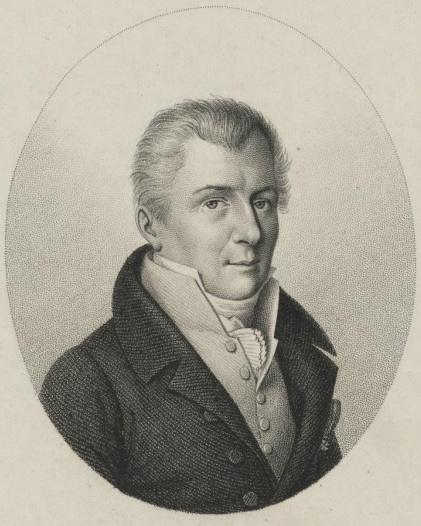
Herzog Emmerich Joseph von Dalberg (1773–1833), um 1815

Emmerich Joseph von Dalberg (1773–1833), der Neffe des Erzbischofs Karl Theodor, begann als Domherr in Mainz, trat dann jedoch in den badischen Staatsdienst ein und wurde Gesandter in Paris. Dort lernte er den französischen Außenminister Talleyrand kennen, mit dem er fortan eng zusammenarbeitete. Anfang 1810 war er an den Vorbereitungen zur Heirat von Napoleon I. und Marie-Louise von Österreich beteiligt. Kurz darauf schied er als badischer Gesandter aus. Um seine beschlagnahmten Stammgüter auf dem Linken Rheinufer zurückzuerhalten, wurde er französischer Staatsbürger. In den Jahren von 1806 bis 1813 amtierte sein Onkel als Fürstprimas der mit Napoleon verbündeten Rheinbundstaaten. Talleyrand sorgte dafür, dass der Freiherr 1810 zum napoleonischen Herzog (Duc de Dalberg) erhoben wurde. Außerdem erhielt er eine hohe Dotation und eine Jahresrente.
Als Talleyrand in Ungnade fiel, zog sich auch Dalberg zurück, wurde jedoch im April 1814, als Talleyrand an die Spitze der provisorischen Regierung trat, zu einem der fünf Regierungsmitglieder ernannt, die die Restauration der Bourbonen herbeiführten. Er nahm als bevollmächtigter Minister Frankreichs, zusammen mit Talleyrand, die französischen Interessen auf dem Wiener Kongress wahr. Napoleon I. setzte ihn nach seiner Rückkehr im Gegenzug auf die Liste der zwölf Verbannten, deren Güter konfisziert wurden. Dalberg erhielt jedoch nach der zweiten Restauration der Bourbonen alles zurück, wurde Staatsminister und Pair von Frankreich. 1816 wurde er Gesandter des französischen Königs beim König von Sardinien und Piemont in Turin. Anschließend lebte er in Paris und in den letzten Jahren seines Lebens auf dem ererbten Herrnsheimer Schloss in Worms-Herrnsheim, das er aufwändig erneuern ließ. Seine einzige Tochter und Erbin war Marie Louise von Dalberg (1813–1860), die zwei englische Ehemänner nacheinander heiratete. Ihr Sohn Lord Dalberg-Acton verkaufte das Herrnsheimer Schloss 1883.

### Besitzungen
Im Lauf der Zeit erwarb die Familie eine stattliche Zahl von Besitzungen. Dieses „Territorium“ war zwar klein und zersplittert, formal aber eine eigene reichsunmittelbare Herrschaft und erstreckte sich zwischen Koblenz im Norden, Neuweiler im Süden, dem Odenwald im Osten und Landstuhl im Westen dar.
Das Familienvermögen war in einem Fideikommiss gebunden und eines der größten am Mittelrhein. Das Einkommen setzte sich aus hoheitlichen Abgaben, grundherrlichen und lehnrechtlichen Pachten, Renten und Gefällen sowie eigenwirtschaftlichen Betrieben zusammen.

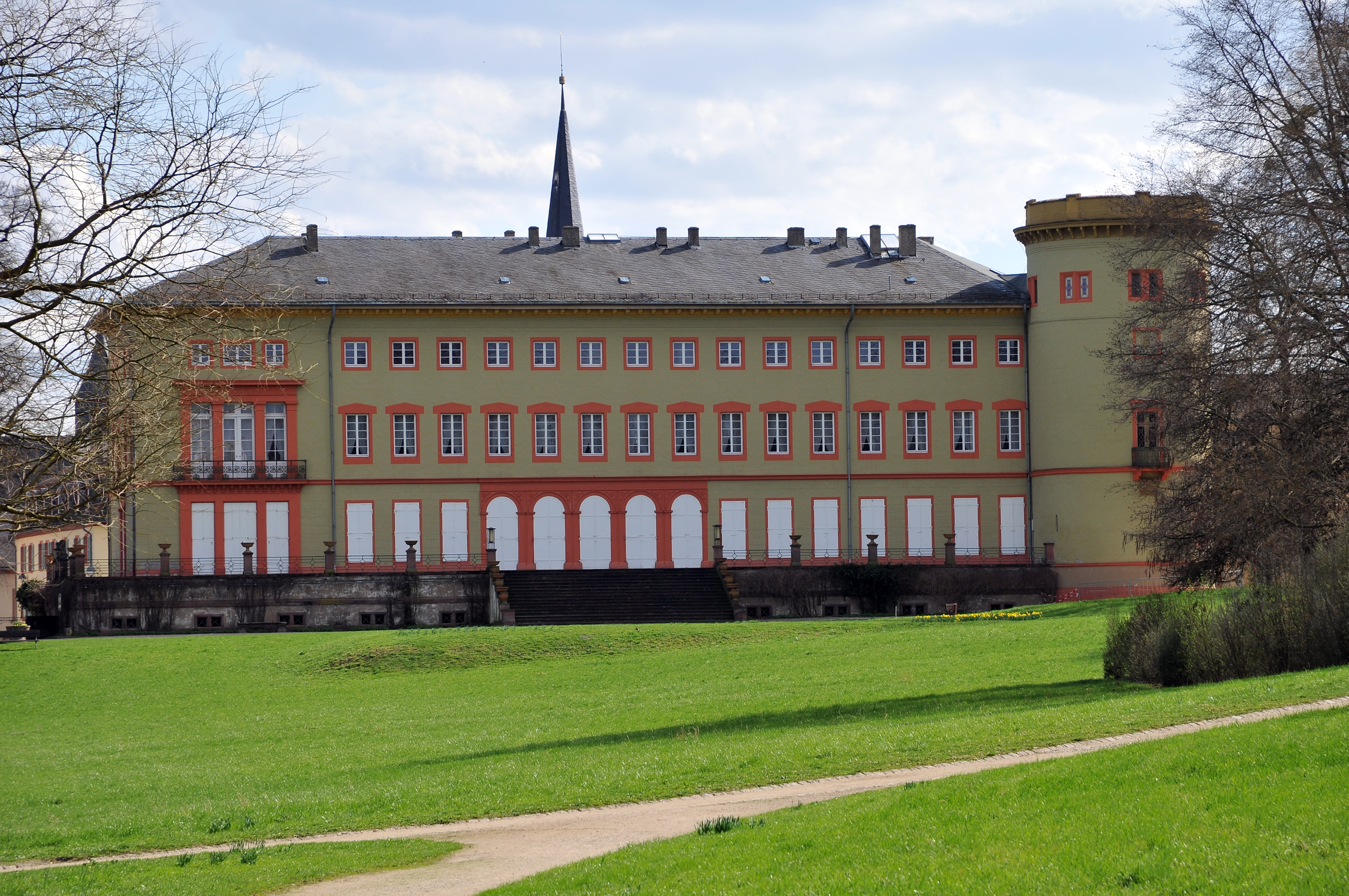
Herrnsheimer Schloss
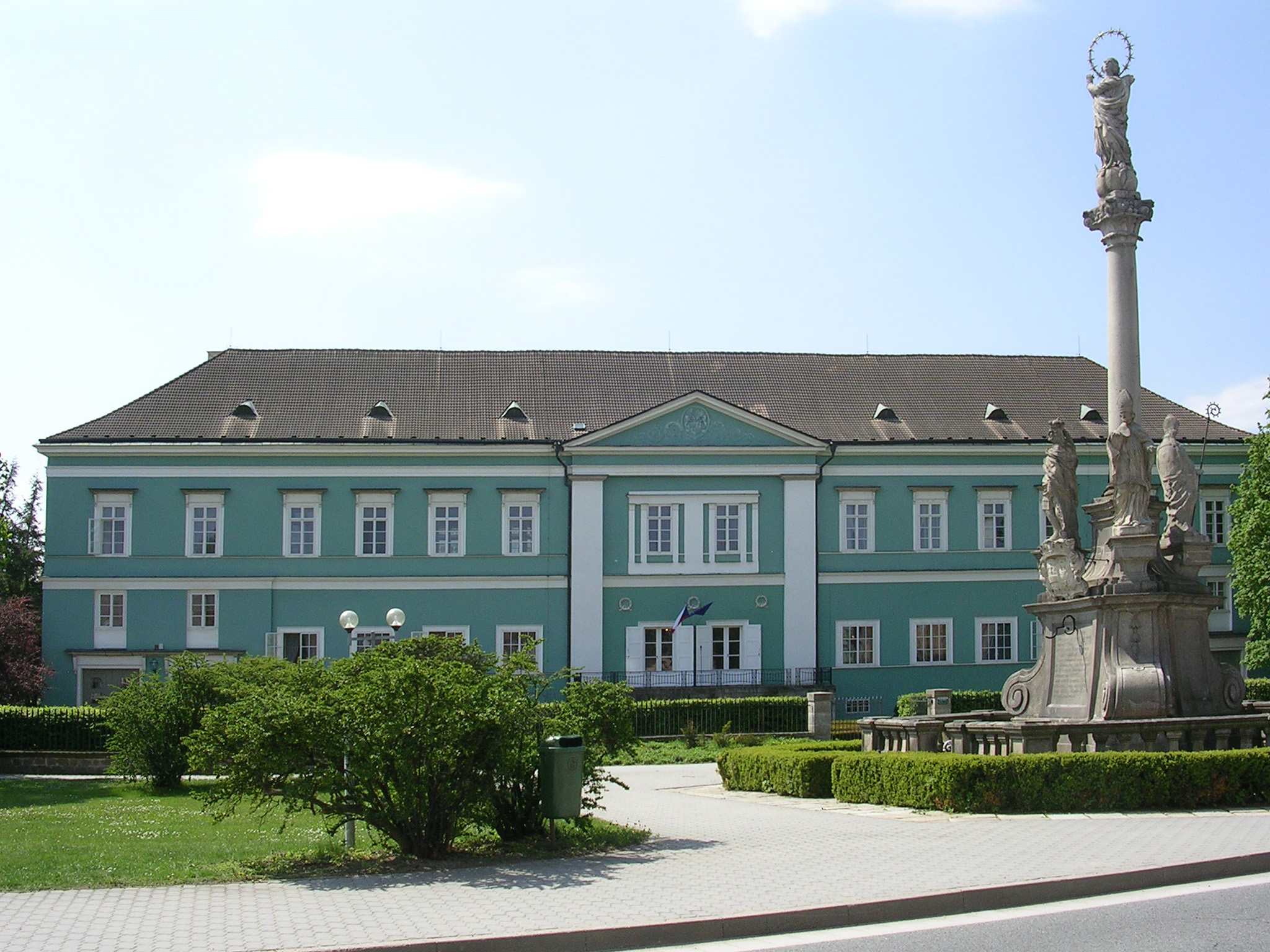
Schloss Datschitz, Mähren

### Organisation
Die Familie war auch rechtlich als Einheit konstituiert. Nach vorangegangenen familienrechtlichen Bestimmungen schlossen sie 1723 einen Familienvertrag, der das auch sicher stellte und reichsrechtlich garantiert war. Ab 1597 besaß die Familie den Älteren Dalberger Hof in Mainz, den sie 1609–14 zu einer weitläufigen Renaissanceanlage ausbaute. Der neue Dalberger Hof entstand um 1720 im Auftrag von vier Brüdern aus der Familie Dalberg, worauf auch die Inschrift Concordia fratrum erexit hinweist.
Die Oberhäupter der einzelnen Familienzweige waren in ihrer Verfügungsgewalt über Familienvermögen beschränkt, geheiratet werden durfte nur mit stiftsfähigen Familien und auf jährlichen Familientreffen wurden Absprachen über größere, das Gesamtvermögen betreffende Angelegenheiten vorgenommen. Eine besondere Rolle kam dem „Familiensenior“ zu, dem ältesten lebenden männlichen Familienmitglied, das z. B. die Lehen für die Familie empfing. Das hatte allerdings den Nachteil, dass bei jedem Wechsel in der Person des „Familienseniors“ ein neuer Lehensempfang vorzunehmen war – jedes Mal eine aufwändige und teure Angelegenheit.

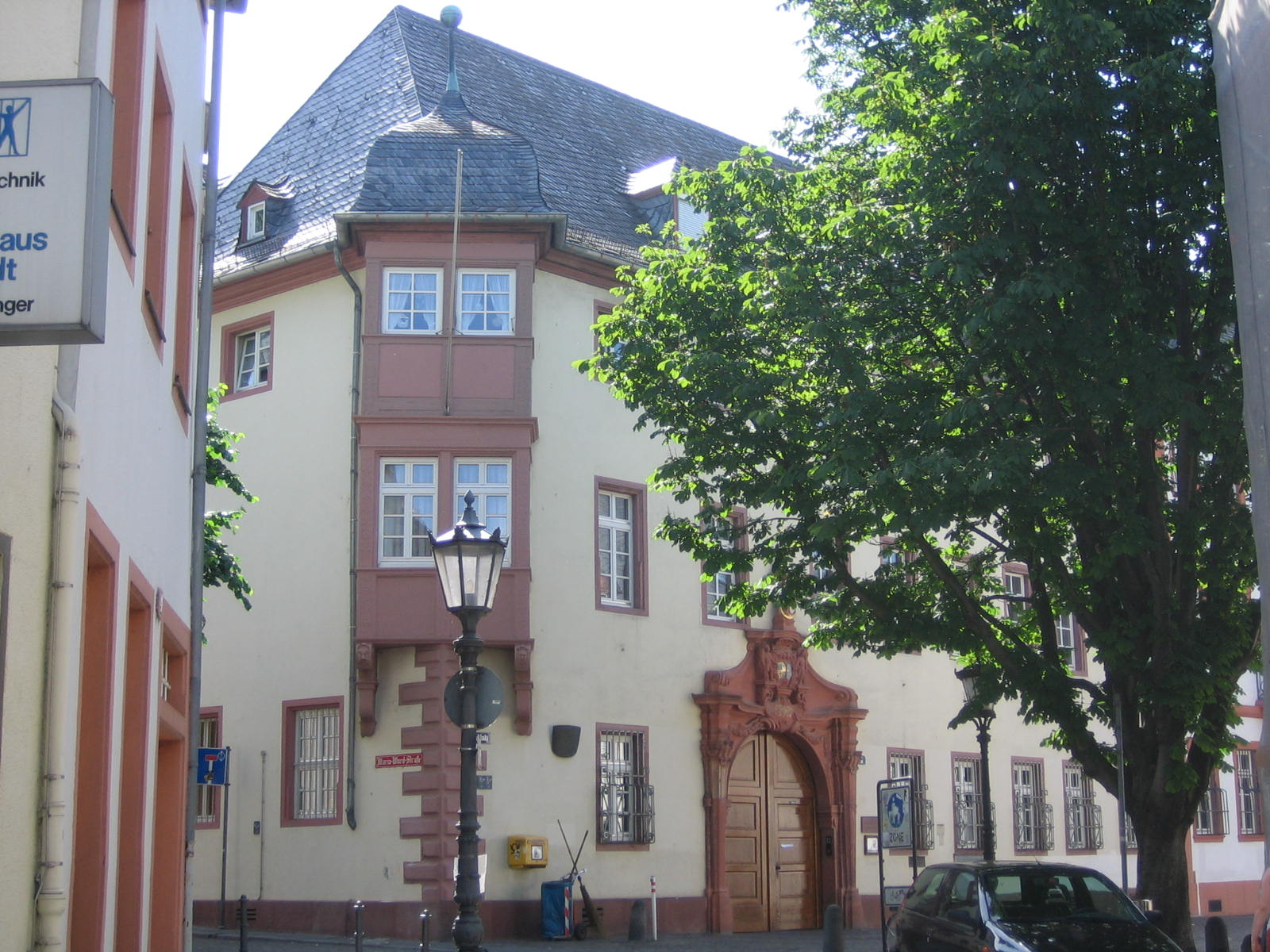
Älterer Dalberger Hof in Mainz
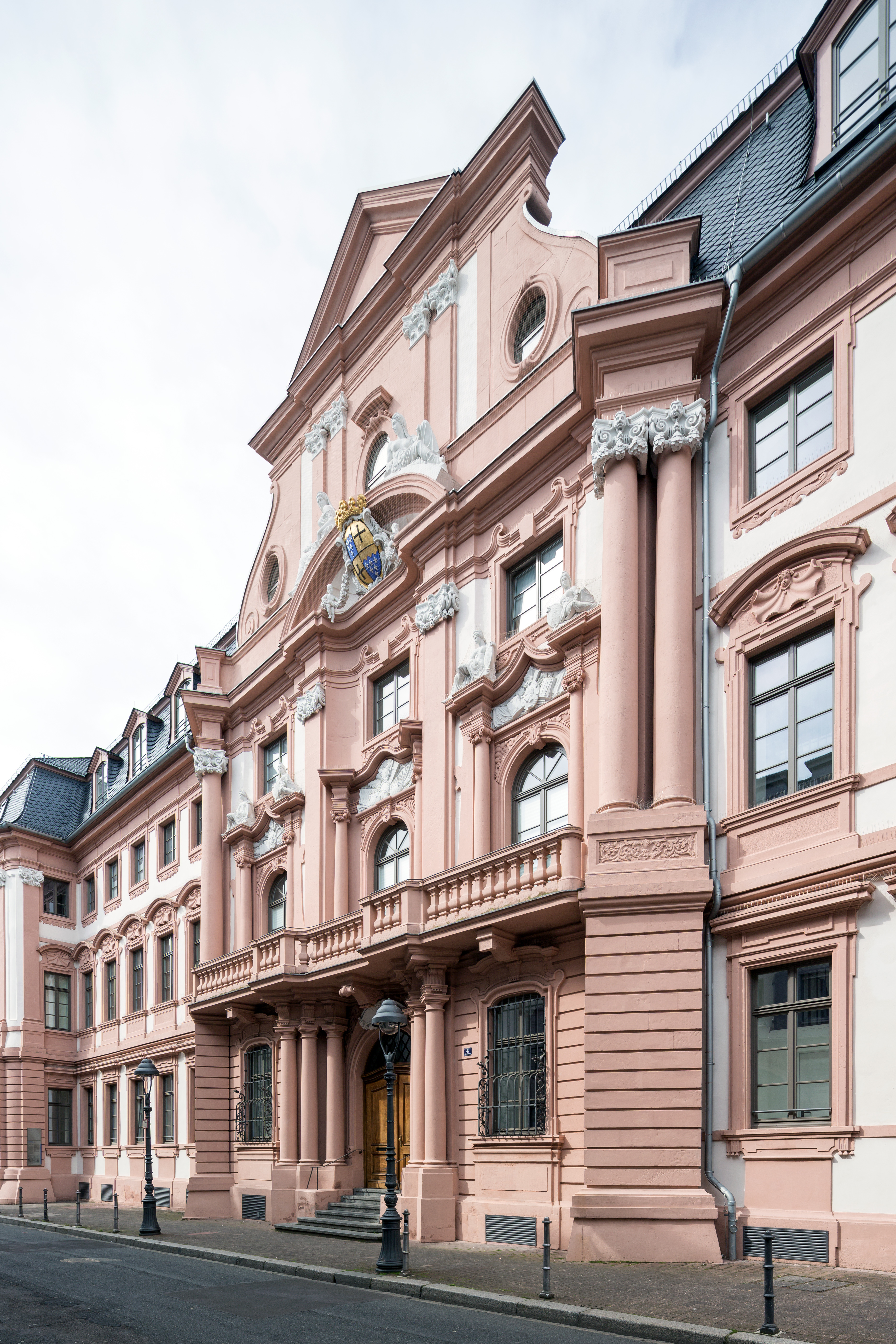
Jüngerer Dalberger Hof

### Lehnsherren
Die Lehnsherren der Familie Dalberg waren weit gestreut, was sich letztendlich auch in ihrem territorialen Streubesitz niederschlug. Lehnsherren waren:
- Der deutsche König[Anm. 4]
- Der Erzbischof von Mainz vergibt seit dem 14. Jahrhundert Lehen an die von Dalberg.
- Der Erzbischof von Köln
- Der Erzbischof von Trier
- Der Kurfürst von der Pfalz vergibt seit dem 14. Jahrhundert Lehen an die von Dalberg. Und seit dem letzten Drittel des 14. Jahrhunderts treten auch Mitglieder aus allen Zweigen der Familie als hohe und höchste Funktionsträger in der Kurpfalz und am kurpfälzischen Hof auf.
- Der Bischof von Speyer tritt seit 1315 als Lehnsherr in Erscheinung.
- Der Bischof von Worms ist seit 1239 als Lehnsherr nachgewiesen.
- Der Graf von Katzenelnbogen tritt seit 1310 als Lehnsherr auf und in dessen Rechtsnachfolge ab 1479 der Landgraf von Hessen.
- Der Graf von Saarbrücken[30] ist als Lehnsherr seit 1311 nachgewiesen.
- Der Graf von Veldenz
- Der Graf von Leiningen
- Der Graf von Zweibrücken
- Der Graf von Sponheim
- Die Wild- und Rheingrafen[31]
- Die Raugrafen
- Die Herren von Falkenstein sind seit 1263 als Lehensherren nachgewiesen.
- Die Herren von Kropsburg
- Die Herren von Hohenecken
- Die Herren von Hirschhorn
- Die Herren von Rodenstein
- Das Stift St. Alban vor Mainz[32]

### „Ist (k)ein Dalberg da?“

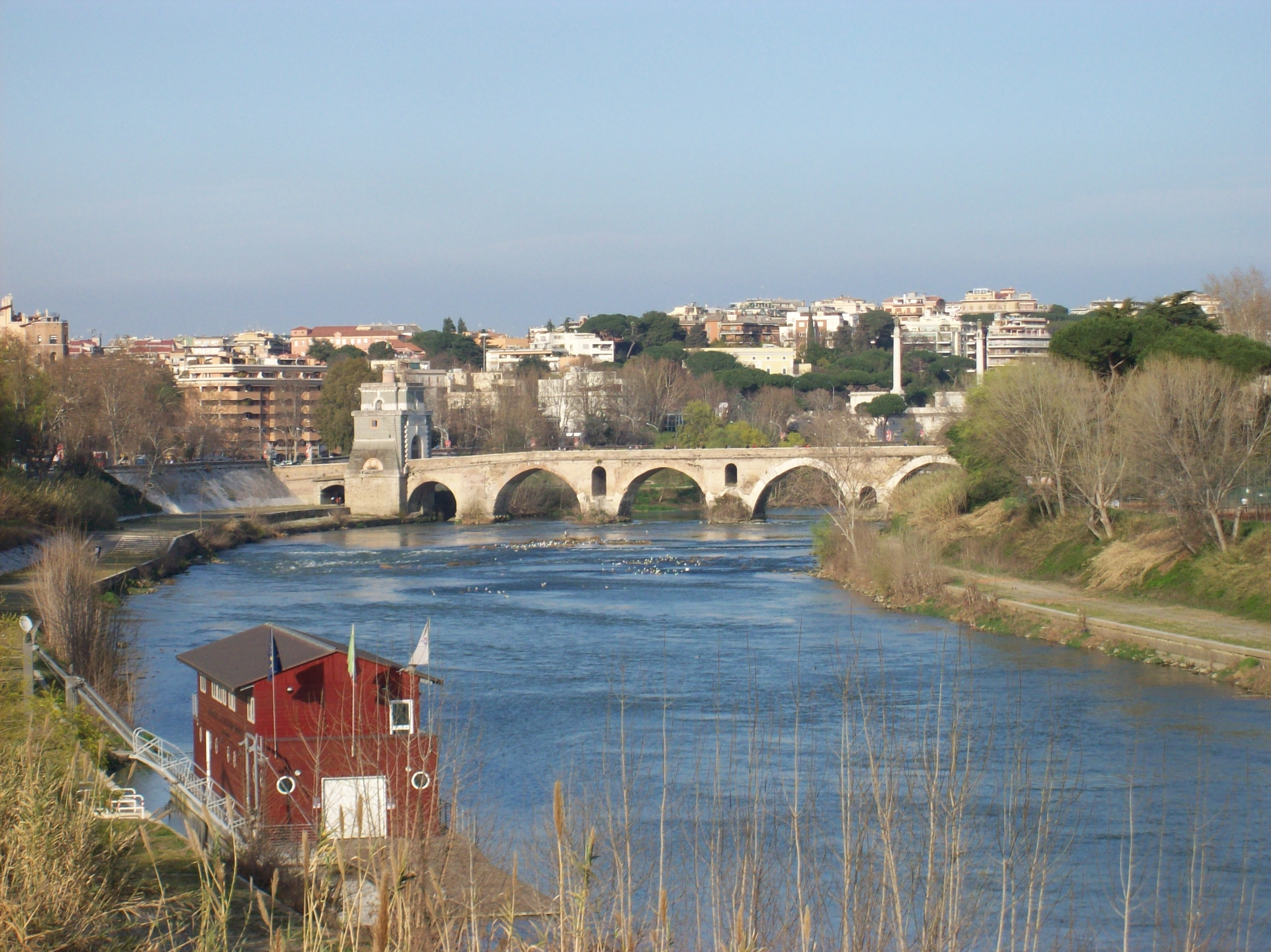
Milvische Brücke – Ort des sagenhaften Ritterschlages?

#### Zeremoniell
Anlässlich der Kaiserkrönung von Friedrich III. beim Romzug 1452 soll ein Mitglied der Familie Dalberg auf der Engelsbrücke zum Ritter geschlagen worden sein. Seitdem besaß die Familie Dalberg das protokollarische Vorrecht, im Rahmen einer Krönungszeremonie des deutschen Königs als erste zum Reichsritter geschlagen zu werden. Ehe ein neugekrönter Kaiser die Ritterschläge erteilte fragte deshalb der Reichsherold, ob ein Anwärter aus dem Kreis der Familie Dalberg anwesend sei. Aus diesem Recht des ersten Ritterschlags entwickelte sich die Redensart „Ist kein Dalberg da?“, die Julius Mosen in einem gleichnamigen Gedicht aufgriff.
Auch Napoleon soll ernsthaft erwogen haben, das geschilderte Zeremoniell in seine eigene Krönungszeremonie einzubauen und nahm dabei von der Familie Dalberg Kenntnis. Am 22. September 1804 begegnete Napoleon dem Fürstbischof Karl Theodor von Dalberg in Mainz und lud ihn zu seiner Krönung nach Paris ein. Die spätere Berufung dieses Mitglieds der Familie Dalberg zum Regenten und Fürstbischof in Regensburg könnte hier ihren Ursprung gehabt haben.

#### Verbriefung
1494 beurkundete König Maximilian I. als erster deutscher Herrscher dieses Vorrecht der Familie von Dalberg auf den ersten Ritterschlag durch einen neu gekrönten deutschen König. Alle seine Nachfolger bestätigten dieses Privileg und es wurde in den folgenden sieben Krönungen auch vollzogen, erstmals bei der Krönung von König Maximilian II. 1562 in Frankfurt am Main.
Dieses mit hohem Sozialprestige verbundene Recht wurde in der Folge mit einem sagenhaften Ursprung versehen, den es in mehreren Variationen gibt:

#### Sagenhafte Herleitung
- 1452 zog Wolfgang III. Kämmerer von Worms, genannt von Dalberg, mit König Friedrich III. nach Italien, wo zum letzten Mal von einem Papst, damals Nikolaus V., in Rom ein Kaiser gekrönt wurde. Dabei soll Wolfgang III. den Ritterschlag auf der „Tiberbrücke“ erhalten haben. In der Erzähltradition wird dies in der Regel mit der Engelsbrücke gleichgesetzt.
- Bei den Kämpfen um die Stadt Rom 1310 habe der spätere Kaiser Heinrich VII. einen Knappen aus der Familie der Kämmerer von Worms auf der Milvischen Tiberbrücke zum Ritter geschlagen. Das wurde auf Johann III. bezogen.[38]

Im Schloss Dačice in Tschechien, dem Wohnsitz des letzten Dalbergers, Johannes Evangelist (1909–1940), hängt ein großes Ölbild, das den Ritterschlag auf der Tiberbrücke malerisch dokumentiert.
Die Sage hat aber – gleichgültig in welcher Variation sie erzählt wurde – vermutlich keinen faktischen Kern. Sie gehört zu einem ganzen Bündel von Mythen, die sich die Familie ab dem 17. Jahrhundert in dem Bestreben zulegte, eine Standeserhöhung zu erreichen.

#### Familien-Mythen
- Ein Vorfahr der Familie sei bei der Kreuzigung Jesu anwesend gewesen und habe dort entblößten Hauptes ehrfürchtig gestanden. Maria habe zu ihm gesagt: „Seien Sie bedeckt, Herr Vetter“.[39]
- Ein Dalberg namens Caius Marcellus sei als Offizier der Legion des Publius Quinctilius Varus nach Worms gekommen, habe dort gefangene Juden angesiedelt, den Rheinübergang gegen Germanen verteidigt und deren Heerführer Arminius gefangen genommen. Zum Dank soll Kaiser Augustus ihm das militärische Kommando über Worms  als Erblehen zugesprochen haben.[40]
- Ein „historischer“ Grabstein wurde beschafft, dessen Inschrift eine Abstammung der Familie von altedelfreien Herren von Dalberg beweisen sollte[41] (der Namenszusatz „Kämmerer von Worms“, der auf eine nachgeordnete Stellung schließen lassen konnte, wurde nun doch allzu peinlich).
- Ein Vorfahr der Dalberger soll bereits 969 an einem Turnier in Merseburg teilgenommen haben.[42]
- Der aus Worms stammende Erzbischof Heribert von Köln († 1021) wurde in den Familienstammbaum vereinnahmt, ebenso
- der heilige Erkenbert von Frankenthal, Gründer des Klosters Frankenthal.[43]

Wie dauerhaft diese Mythen wirkten, zeigt sich etwa daran, dass der Heimatforscher Johannes Bollinger diese Vereinnahmungen noch 1989 für bare Münze nimmt und beide an die Spitze der Dalberger Familien-Genealogie stellt. Mit dieser umfangreichen Mythenbildung stehen die Dalberger recht einzigartig da. Sie resultiert aus der Diskrepanz zwischen ihrem relativ niedrigen (Adels)stand und der recht herausgehobenen Rolle, die sie in Südwestdeutschland und im Reich spielten.

## Wappen
Die Dalberger Linie der Kämmerer von Worms kombinierte ihr Wappen (unter einem mit drei Spitzen abgeteilten goldenen Schildhaupt auf blauem Grund 6 silberne Lilien (3:2:1) gestellt) mit dem der ursprünglichen Herren von Dalberg (in gold ein schwarzes Ankerkreuz) und verwendeten fortan ein geviertes Wappen: Felder I und IV: Kämmerer von Worms; II und III: von Dalberg.

Herren von Dalberg
Kämmerer von Worms
Kämmerer von Worms genannt von Dalberg

Der Mainzer Kurfürst-Erzbischof Karl Theodor kombinierte sein Familienwappen (im Herzschild vor dem Reichsadler als Symbol für seinen reichsfürstlichen Rang) mit dem Mainzer Rad sowie den Wappen als Fürst von Aschaffenburg, Fürst zu Regensburg und Graf zu Wetzlar. Als regierender Großherzog von Frankfurt (von 1810 bis 1813) legte er den Herzschild der Familie Dalberg vor ein geviertes Wappen: 1. Frankfurt; 2. Aschaffenburg; 3. Fulda; 4. Hanau. Sein Neffe und Erbe, Herzog Emmerich Joseph, verwendete wieder das einfache gevierte Kämmerer-Dalberg-Wappen unter dem napoleonischen Sternenhimmel (silberne Sterne auf rotem Grund).

Karl Theodor von Dalberg, Kurfürst und Erzbischof von Mainz
Karl Theodor von Dalberg, Großherzog von Frankfurt
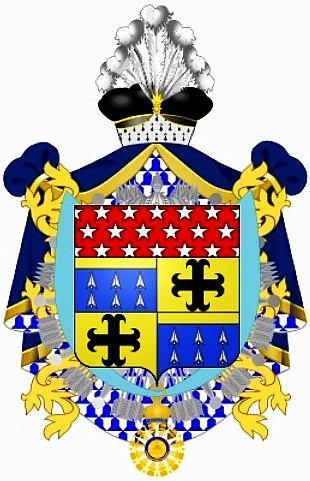
Herzog Emmerich Joseph von Dalberg